# Huapinol
Huapinol är en ort i Mexiko.   Den ligger i kommunen Centro och delstaten Tabasco, i den sydöstra delen av landet, 700 km öster om huvudstaden Mexico City. Huapinol ligger 15 meter över havet och antalet invånare är 2 500.
Terrängen runt Huapinol är mycket platt. Runt Huapinol är det tätbefolkat, med 308 invånare per kvadratkilometer. Närmaste större samhälle är Villahermosa, 7,4 km norr om Huapinol. Trakten runt Huapinol består till största delen av jordbruksmark.